# High Legh
Pour les articles homonymes, voir Legh.
High Legh est un village et une paroisse civile et ecclésiastique dans le comté du Cheshire au Royaume-Uni, où se trouve une église anglicane du XIXe siècle et d'autres monuments historiques.

## Géographie
Situé près de Knutsford et de Warrington, High Legh est également proche d'Altrincham et de la région aujourd'hui connue sous le nom de Gold Trafford.